# UHC Visper Lions
Der UHC Visper Lions ist ein Schweizer Unihockeyverein aus der Walliser Gemeinde Visp. Die erste Mannschaft der Damen spielt in der Nationalliga B.

## Geschichte
In der Saison 2018/19 konnten die Visper Lions ihre 1. Liga Gruppe auf dem ersten Rang beenden. In den Playoffs trafen die Visper Lions auf den UHC Nesslau Sharks aus dem Toggenburg. Die Walliserinnen setzten sich im dritten Spiel der Best-of-Three-Serie durch und zogen in die Auf-/Abstiegs-Playoffs zur Nationalliga B ein. In den Aufstiegs-Playoffs trafen die Walliserinnen auf den UHC Trimbach, welcher die Playouts in der Nationalliga B gegen UC Yverdon verlor. Im ersten Spiel der Best-of-Five-Playoff-Serie unterlagen sie Trimbach. Die folgenden vier Partien konnten die Visper Lions allesamt für sich entscheiden und stiegen nach einem dominanten 8:2-Sieg in der vierten Partie in die Nationalliga B auf.